# Зоря з темної матерії
Зорі з темної матерії (темні зорі) — це гіпотетичний тип зір, які могли існувати на початку Всесвіту до того, як сформувалися звичайні зорі.

## Властивості
Темні зорі складаються здебільшого з баріонної матерії, як і сучасні зорі, але висока концентрація нейтралінової темної матерії, присутньої в них, генеруватиме тепло за допомогою реакцій анігіляції між частинками темної матерії. Це тепло запобігатиме колапсу таких зір до відносно компактних і щільних розмірів сучасних зір і, таким чином, запобігатиме ядерному синтезу серед атомів баріонної матерії.
Згідно з цією моделлю, темна зоря передбачається як величезна хмара молекулярного водню та гелію з радіусом від 1 до 960 астрономічних одиниць з температурою поверхні та світністю, достатньо низькою, щоб випромінювання було невидимим для неозброєного ока.
У малоймовірному випадку, коли темні зорі дожили до сучасної ери, їх можна було б виявити за випромінюванням гамма-променів, нейтрино та антиматерії, і вони були б пов'язані з хмарами холодного молекулярного газу водню, який зазвичай не містив би таких рідкісних енергетичних частинок.

## Можливі кандидати в «темні зорі»
У квітні 2023 року дослідники спостерігали чотири об'єкти з надзвичайно великим червоним зміщенням, виявлені космічним телескопом Джеймса Вебба. Їхнє дослідження показало, що всі вони, JADES-GS-z13-0, JADES-GS-z12-0 і JADES-GS-z11-0, є точковими джерелами, а також припустили, що єдині точкові джерела, які можуть існувати в цей час і бути достатньо яскравими, щоб їх можна було спостерігати на цих феноменальних відстанях, і червоні зміщення (z = 10–13) були надмасивними темними зорями в ранньому Всесвіті, що живляться шляхом анігіляції темної матерії. Їхній спектральний аналіз об'єктів показав, що вони мали масу від 500 000 до 1 мільйона сонячних мас, а також світність у мільярди сонячних світностей, вони також, ймовірно, будуть величезними, можливо, з радіусами, що перевищуватимуть 10 000 сонячних радіусів, що значно перевищує розмір найбільших сучасних зір.